# Charaxes aristogiton
Charaxes aristogiton är en fjärilsart som beskrevs av Felder 1866. Charaxes aristogiton ingår i släktet Charaxes och familjen praktfjärilar. Inga underarter finns listade i Catalogue of Life.

## Bildgalleri

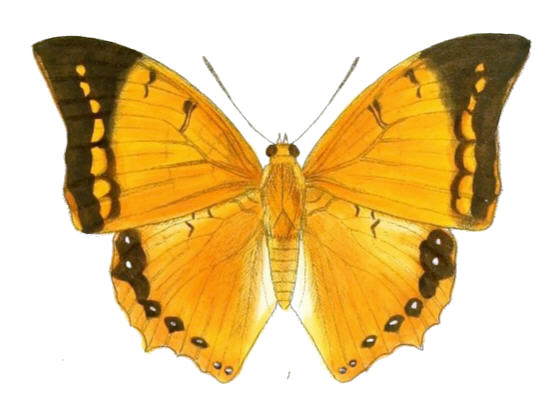
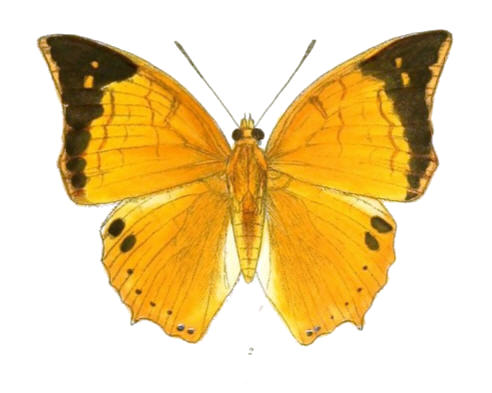
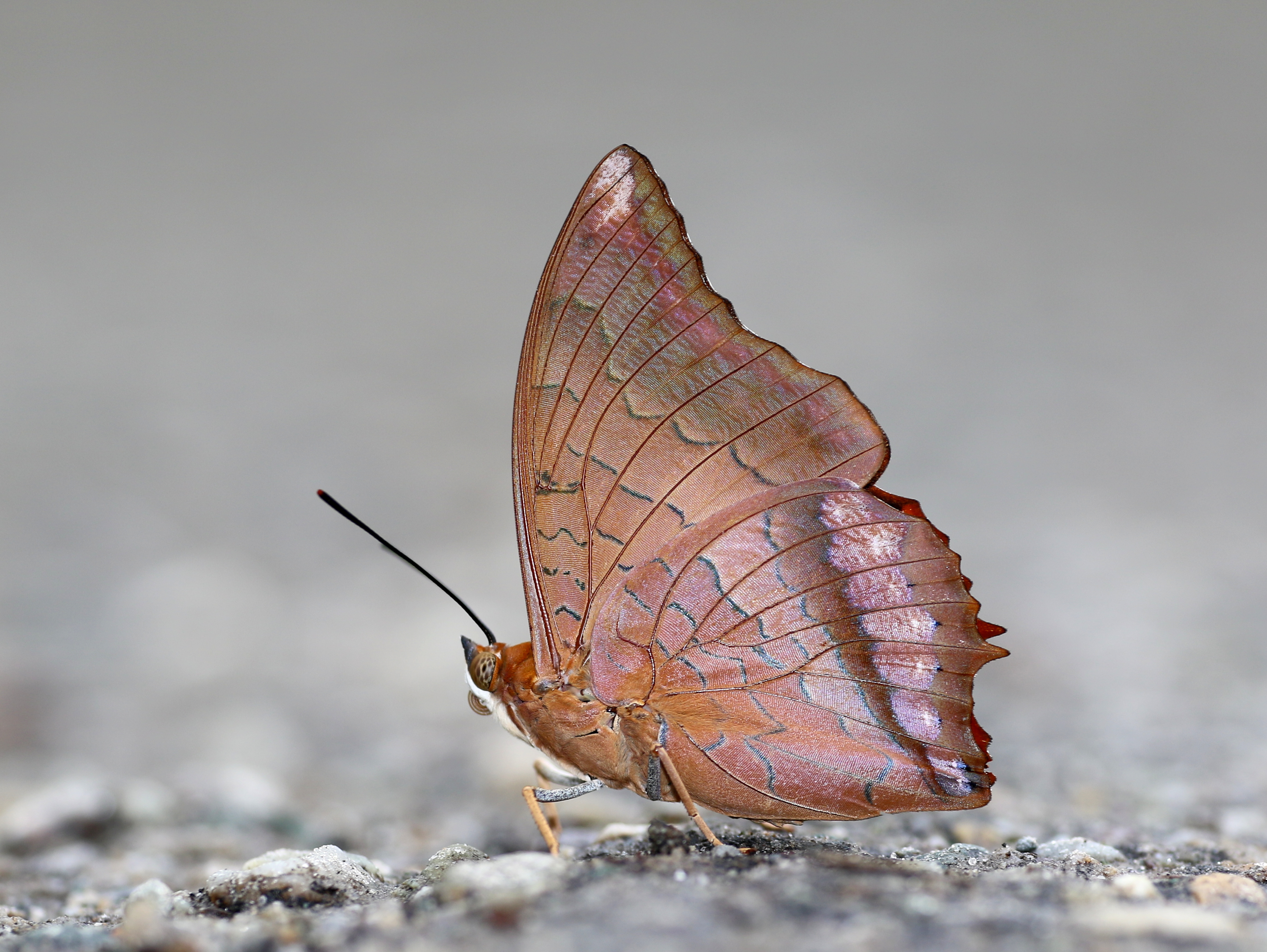